# Hướng Tây Nam

La bàn: SW - Tây Nam. WSW - Tây Tây Nam. SSW - Nam Tây Nam

Hướng Tây Nam (tiếng Anh: Southwest, chữ Hán: 西南) hay "Hướng 7 giờ rưỡi", là một hướng địa lý phụ (hướng trung gian), được ký hiệu là SW hoặc TN trên la bàn. Hướng này nằm ở chính giữa hướng Tây và hướng Nam, đối diện với hướng Đông Bắc, vuông góc với hướng Tây Bắc và hướng Đông Nam. Hướng Tây Nam còn để chỉ góc dưới bên trái khi trình bày về các bản đồ, sơ đồ. Phương vị: 225°.

## Hướng phụ thứ cấp
- Hướng Nam Tây Nam (South-southwest) nằm ở chính giữa hướng Nam và hướng Tây Nam, được ký hiệu là là SSW hoặc NTN trên la bàn. Phương vị: 202.5°.
- Hướng Tây Tây Nam (West-southwest) nằm ở chính giữa hướng Tây và hướng Tây Nam, được ký hiệu là là SSW hoặc NTN trên la bàn. Phương vị: 247.5°.